# Asiana-Airlines-Flug 214
Asiana-Airlines-Flug 214 war ein Passagierflug der südkoreanischen Asiana Airlines von Seoul-Incheon nach San Francisco. Am 6. Juli 2013 um 11:27 Uhr Pacific Daylight Time (PDT) (20:27 Uhr Mitteleuropäische Sommerzeit) verunglückte die Boeing 777-200ER während der Landung auf dem San Francisco International Airport. Bei diesem Unfall kamen drei Passagiere ums Leben und 181 der 307 Personen an Bord wurden verletzt. Laut Untersuchungsbericht trugen die Piloten die Hauptschuld an der Bruchlandung.

## Flugzeug
Die Maschine vom Typ Boeing 777-200ER mit der Fabriknummer 29171, Seriennummer 553 und dem Kennzeichen HL7742 hatte am 25. Februar 2006 seinen Erstflug und wurde am 7. März 2006 an Asiana Airlines ausgeliefert. Das Flugzeug wurde von zwei Triebwerken des Typs Pratt & Whitney PW4000 angetrieben. Zum Unfallzeitpunkt war das Flugzeug 7,4 Jahre alt.

## Verlauf

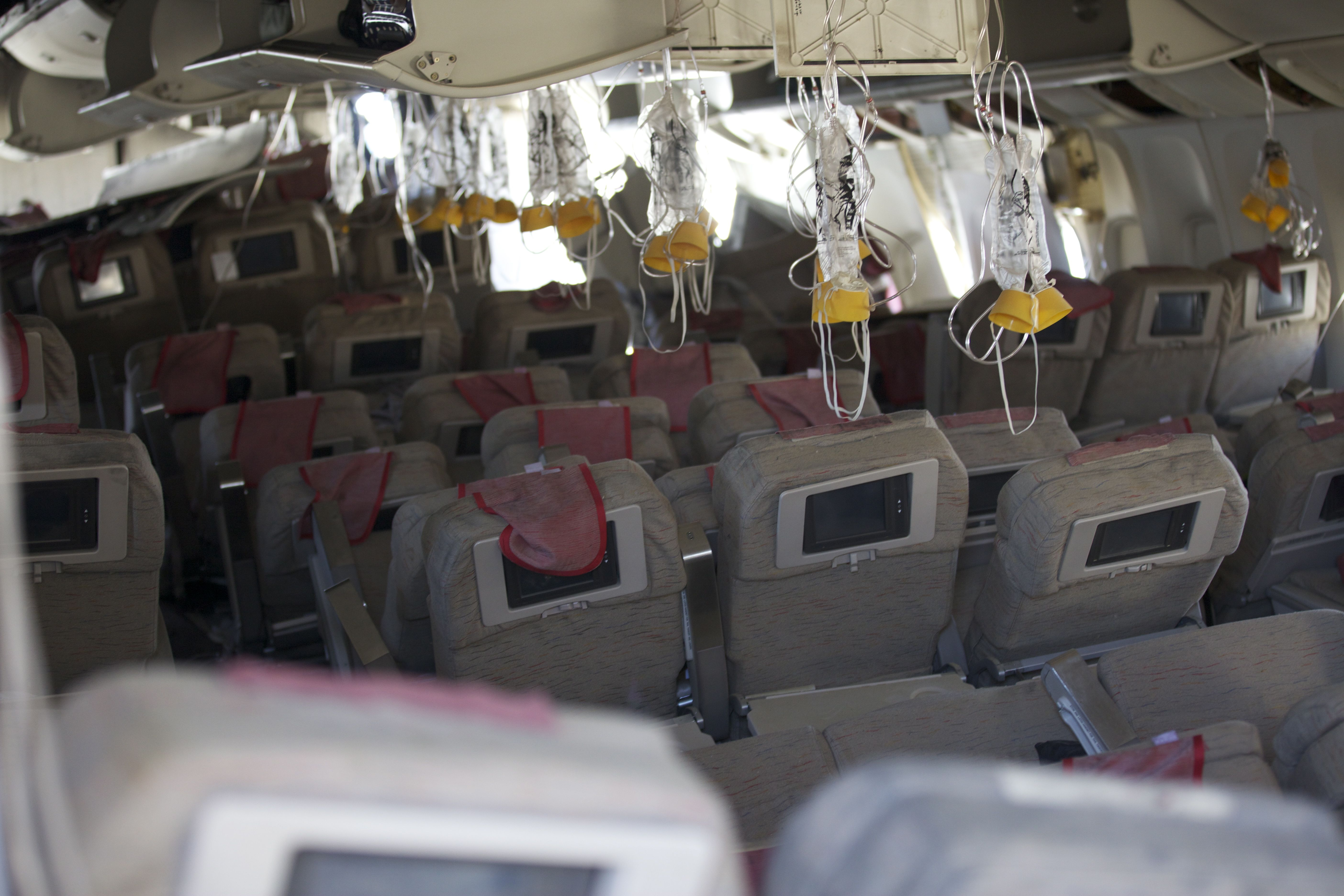
Der Flugzeuginnenraum nach der Bruchlandung

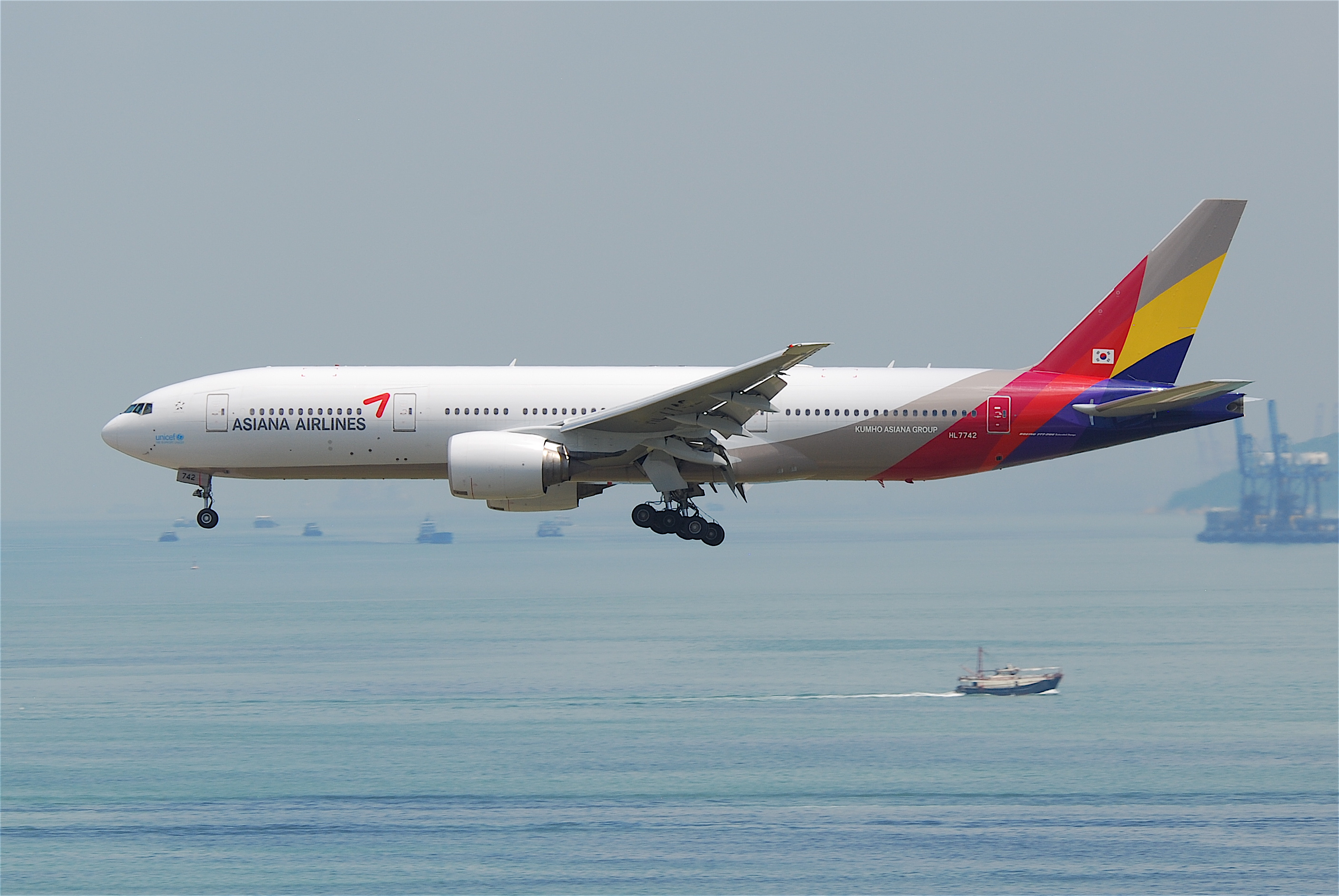
Die Unfallmaschine im Juli 2011

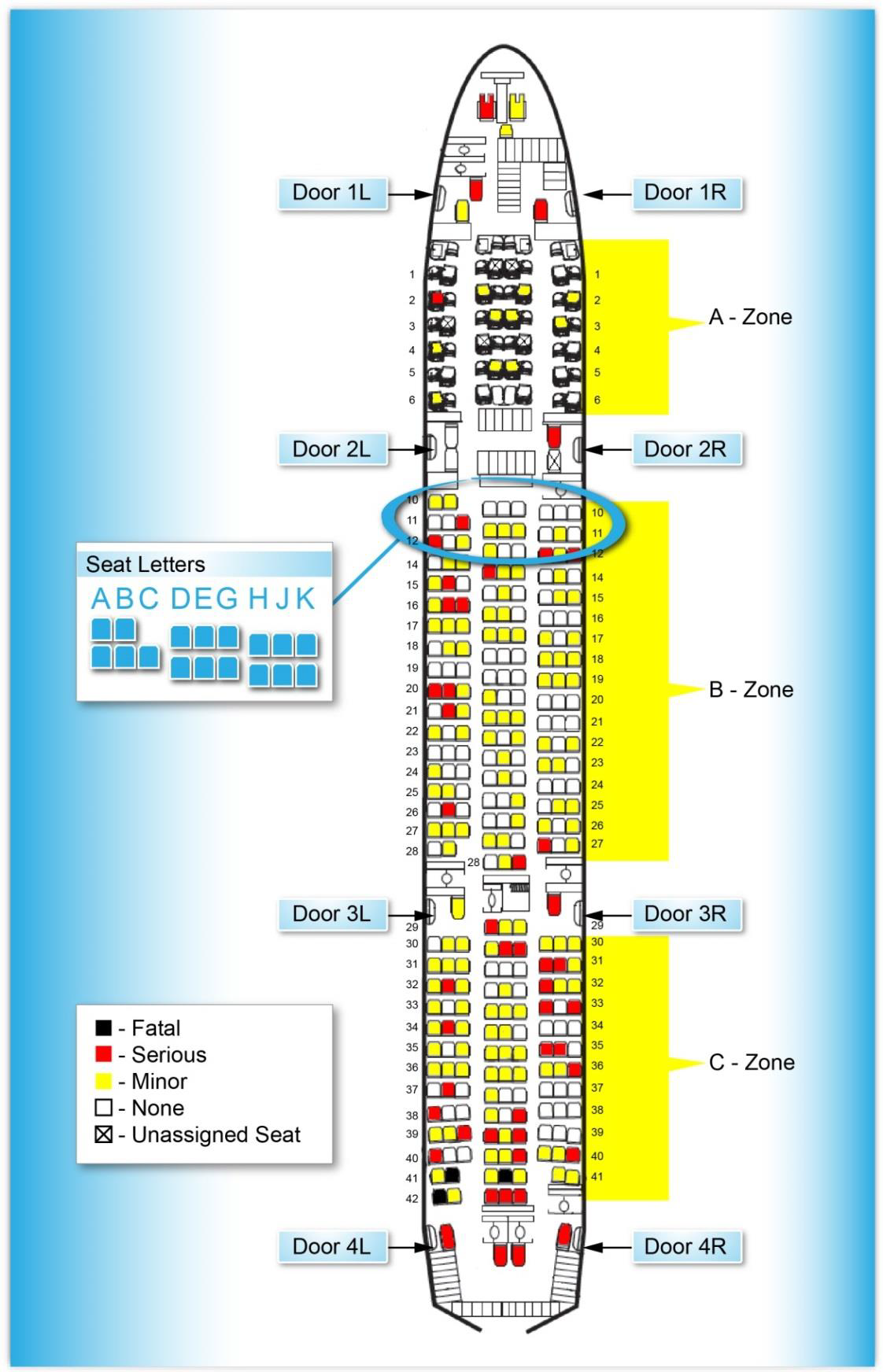
Sitzplan

Nach dem zehneinhalbstündigen Flug von Incheon setzte die Maschine im Sichtanflug – das Instrumentenlandesystem (ILS) des Flughafens war wegen eines Defekts nicht in Betrieb – zur Landung auf der Piste 28L an, die in die Bucht von San Francisco hineinragt. Nach ersten Auswertungen der Flugschreiber unterschritt sie dabei deutlich die Sollgeschwindigkeit von 137 Knoten (254 km/h). Das Fahrwerk war ausgefahren, die Stellung der Landeklappen lag bei 30 Grad. Etwa 7 Sekunden vor dem Aufprall forderte eines der Besatzungsmitglieder dazu auf, die Geschwindigkeit zu erhöhen. Die Überziehwarnanlage setzte 4 Sekunden vor dem Aufprall ein. 1,5 Sekunden vor dem Aufprall erfolgte von einem Besatzungsmitglied die Aufforderung zum Durchstarten. Der verantwortliche Pilot hatte laut erster Befragungen angenommen, dass die automatische Schubregelung (Autothrottle) die Geschwindigkeit halten werde. Wie sich im Dezember 2013 im Rahmen einer Anhörung vor dem NTSB herausstellte, war diese jedoch abgeschaltet.
Mehreren Augenzeugen zufolge flog die Maschine zu tief an. Sie schlug mit dem Heck auf der Uferbefestigung vor der Landebahn auf. Im Wasser wurden Teile eines Fahrwerks gefunden. Der Heckabschnitt mit dem Leitwerk wurde durch den Aufprall vom Flugzeug getrennt. Die beiden Teile des Höhenleitwerks sowie das Seitenleitwerk blieben vor der Landeschwelle der Piste liegen. Der Rest des Flugzeuges begann wenige Sekunden nach dem Auftreffen auf die Landebahn sich nach links um die Hochachse zu drehen. Dabei wurden die rechte Tragfläche und das Heck angehoben, bevor das Flugzeug wieder zu Boden sank. Etwa 700 Meter vom Ort des ersten Aufpralls an der Uferlinie entfernt kam das Wrack links neben der Piste zum Stillstand. Ein Amateurvideo, das den Verlauf der Bruchlandung unscharf zeigt, lässt ab dem Verlassen der Asphaltpiste eine rötliche Staubwolke erkennen. Augenzeugen hielten sie zunächst für einen Feuerball. Später wurden durch das NTSB auch Aufnahmen von Kameras des Flughafens veröffentlicht. Die großen Löcher an der Oberseite des Flugzeugrumpfs entstanden nicht unmittelbar während der Bruchlandung, sondern durch einen Brand nach der Evakuierung, bei dem es zum Schmelzen der Aluminiumlegierung kam.
Die Besatzung erklärte unmittelbar nach der Bruchlandung über Funk einen Notfall und forderte Rettungskräfte an. Nur die Notrutschen auf der linken Seite des Flugzeuges wurden zur Evakuierung der Passagiere verwendet. Das Druckschott am Heck hatte ein großes Loch, durch das sich mehrere Passagiere ins Freie retten konnten. Zahlreiche Menschen konnten das Flugzeug selbständig verlassen, bevor der Passagierraum Feuer fing und ausbrannte. Zwei der Toten wurden außerhalb des Wracks gefunden, wobei eine Person unter den Löschschaum geraten und von einem Feuerwehrwagen überrollt worden war. Der Vorfall wurde nach einer Untersuchung als tragischer Unfall eingestuft und die Strafverfolgung des Fahrers des Feuerwehrfahrzeugs eingestellt.
Nach dem Unfall wurde der Flughafen für mehrere Stunden gesperrt. Nach Auskunft des Flughafens wurden die Landebahnen 01L/19R und 01R/19L im Laufe des Unfalltages und die Landebahn 10L/28R im Laufe des Folgetages wieder freigegeben. Die Landebahn 10R/28L war während der Untersuchungen bis Donnerstag vom NTSB beschlagnahmt und blieb bis zum 12. Juli 17:05 PDT (13. Juli 02:05 MESZ) geschlossen. Das Wrack wurde mit Tiefladern von der Unfallstelle vorübergehend in einen abgelegenen Bereich des Flughafengeländes transportiert.

## Ursachen
Im Abschlussbericht der Unfalluntersuchungsbehörde National Transportation Safety Board (NTSB) wird die Hauptschuld an der Bruchlandung den Piloten angelastet. Aufgrund des Ausfalls des ILS musste die Landung im Sichtanflug erfolgen. Dabei hätten sich die Piloten zu sehr auf die automatischen Sicherheitssysteme der Maschine verlassen; sie haben sich „zu sehr auf Systeme verlassen, die sie nicht vollständig verstanden haben und es fehlte ihnen die Erfahrung mit manuellem Fliegen“. Als bemerkt wurde, dass „etwas nicht richtig läuft“, wurde, aufgrund von Kommunikationsfehlern zwischen den Crewmitgliedern, das Durchstarten zu spät eingeleitet.
Eine gewisse Mitschuld am Unfall wird auch dem Flugzeughersteller Boeing angelastet. Die automatischen Systeme des Flugzeuges würden die Piloten in falscher Sicherheit wiegen und ihre Komplexität sei unzureichend beschrieben. Die amerikanische Verkehrsbehörde und auch europäische Flugsicherheitsbehörden hatten Boeing nach anderen, ähnlichen Ereignissen bereits früher auf das Problem aufmerksam gemacht.

## Auswirkungen
- Asiana Airlines wurde von der NTSB zu einer Überarbeitung des Trainingsprogramms für ihre Piloten aufgefordert, um sowohl den Automatik- als auch den manuellen Betrieb während normaler Flugbedingungen verstärkt zu üben.
- Boeing wurde von der NTSB aufgefordert, das Trainingsprogramm und das Ausbildungshandbuch betreffend die automatische Schubsteuerung zu überarbeiten.
- Boeing wurde von der NTSB aufgefordert, Änderungen der automatischen Flugsteuerungssysteme zu entwickeln, die sicherstellen sollen, dass die Flugzeuge immer genug Leistung haben, um in der Luft zu bleiben.

## Darstellung in Medien
- Crash in San Francisco (Originaltitel: Terror In San Francisco). Mayday – Alarm im Cockpit [Staffel 15; Folge 2].